# Jane Rosenthal
Jane Rosenthal (ur. w 1956 w Providence) – amerykańska producentka filmowa.

## Filmografia
- Prawo Bronxu (A Bronx Tale, 1993)
- Pokój Marvina (Marvin's Room, 1996)
- 20 lat... i ani dnia dłużej (Faithful, 1996)
- Fakty i akty (Wag the Dog, 1997)
- Entropia (Entropy, 1999)
- Depresja gangstera (Analyze This, 1999)
- Bez skazy (Flawless, 1999)
- Rocky i Łoś Superktoś (The Adventures of Rocky and Bullwinkle, 2000)
- Poznaj mojego tatę (Meet the Parents, 2000)
- Prison Song  (2001)
- Showtime  (2002)
- Był sobie chłopiec (About a Boy, 2002)
- Królowa sceny (Stage Beauty, 2004)
- Poznaj moich rodziców (Meet the Fockers, 2004)
- Głowa do góry (House of D, 2004)
- Rent  (2005)
- Bridge and Tunnel  (2006)
- Dobry agent (The Good Shepherd, 2006)
- First Man  (2008)
- 36  (2008)
- What Just Happened?  (2008)
- Sugarland  (2008)
- Frankie Machine  (2009)
- Poznaj naszą rodzinkę (Little Fockers, 2010)